# 音樂電視
音樂電視（英語：Music Television）是一種電視節目編排方式，主要側重播放唱片藝人的音樂錄影帶，其主要於衛星、有線或串流媒體平台上的專門電視頻道上播出。音樂電視頻道會主辦各自的節目、榜單及頒獎典禮。目前全球主要的音樂電視頻道有MTV、Channel V、Mnet、CCTV音樂頻道等。

## 發展歷史

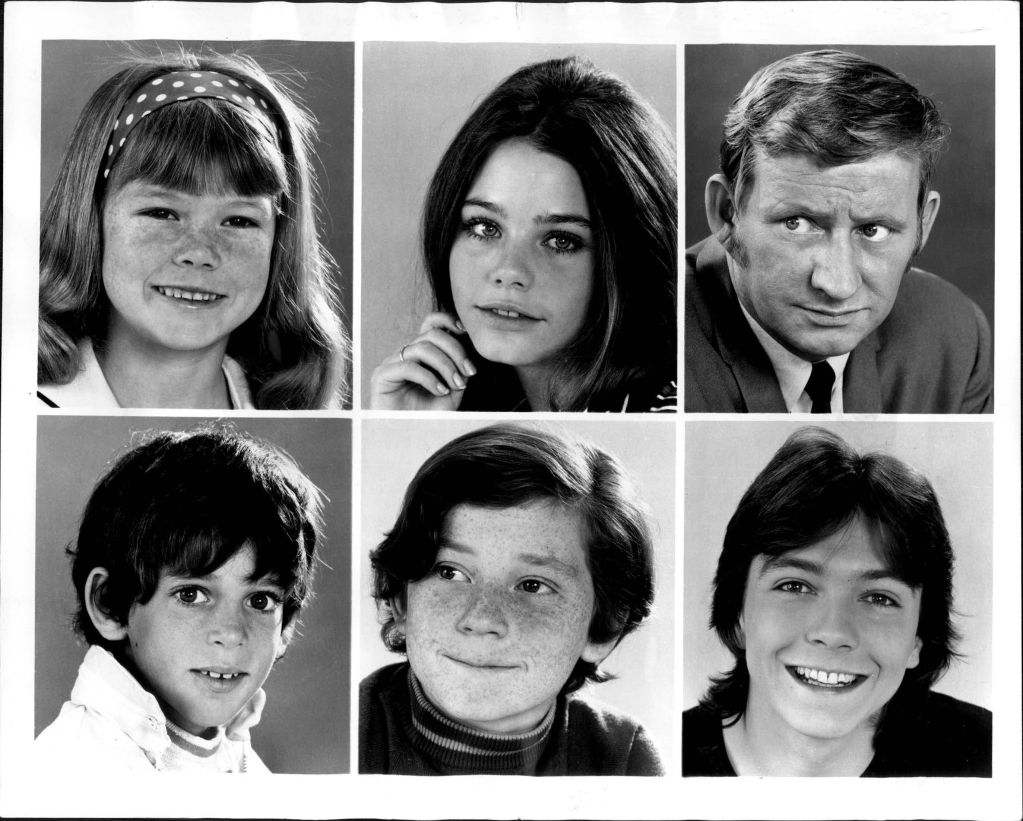
1970年代音樂類情景喜劇《鷓鴣家庭》演員群照。

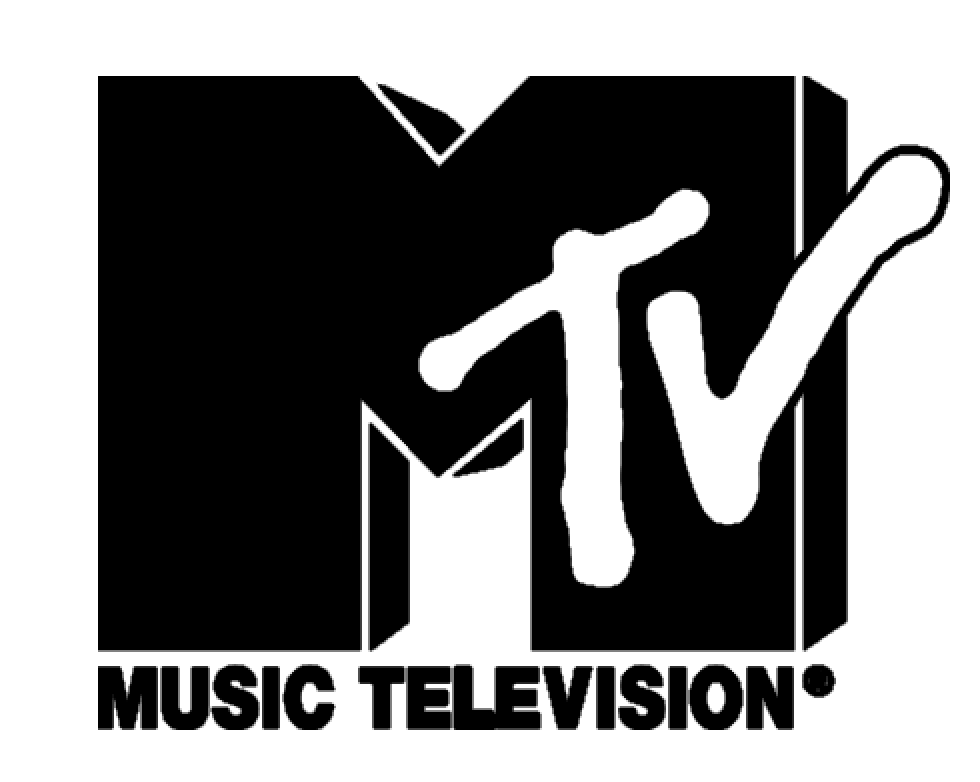
1994年的音樂電視台標誌。

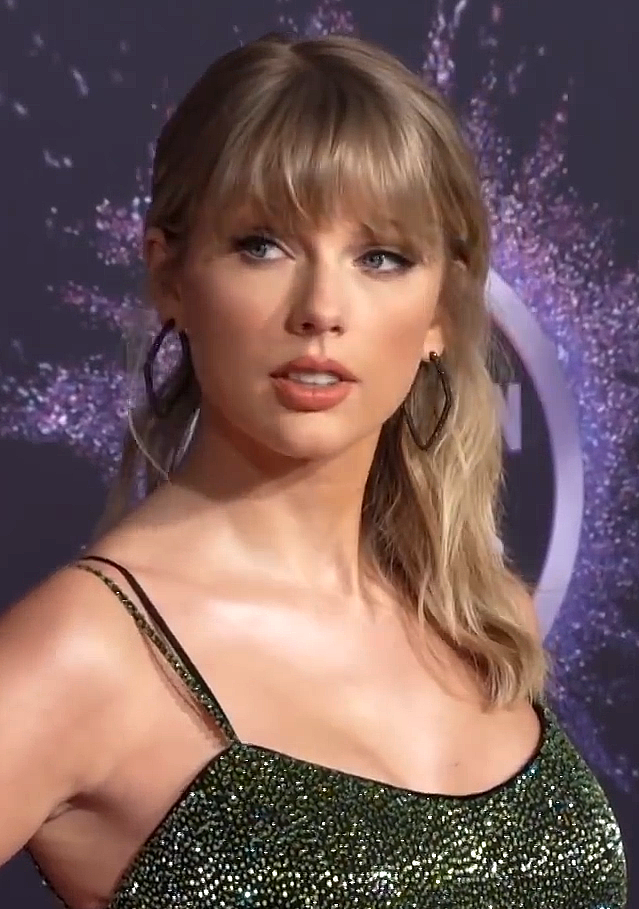
泰勒·斯威夫特在2019年全美音樂獎頒獎典禮上。

### 廣播時代
1950年代之前，絕大部分音樂廣播節目都是通過廣播電台進行播送。不過此時的電台音樂節目大多採用現場直播古典樂的形式，例如NBC交響樂團。而到了1950年代，以NBC、CBS和ABC為首的美國廣播機構都試圖將它們電台上的流行音樂節目移植到電視台上， 例如：《德士古明星劇院》就在這個時候由電台直播改為在電視台播出。
隨著廣播公司持續將流行音樂的播出平台從電台轉移到電視台，唱片公司也開始試圖利用電視台作為新的歌手宣傳工具來影響其唱片的銷量。唱片公司與電視台的相互配合見證了各大電視節目中歌舞表演的盛行，例如：《艾德·蘇利文秀》（1948年－1971年）、《舞台秀》（1984年－1956年）、《德士古明星劇院》（1948年－1956年）等。哥倫比亞唱片公司甚至以此開創了全新的唱片製作發行方式，它首先在CBS電視網的節目《第一演播室》上進行歌曲首發，然後次日才正式發行這首歌的實體唱片。這種利用電視對歌曲進行預熱宣傳並引發唱片銷量上揚的做法證明了音樂電視節目對於唱片業的重要影響力。
也是從這個時期開始，在電視上表演綜藝節目特別環節的藝人開始增多。貓王也在此時參與那種一期節目有多個表演環節的綜藝節目，並在節目中演奏其搖滾樂歌曲。他最具爭議的演出是在《德士古明星劇院》表演歌曲《獵狗》中的歌詞“你只不過是一隻獵狗（You Ain't Nothing But A Hound Dog）”時，他做出了他最具代表性的舞蹈動作，即極富性暗示的頂胯動作。